# Rotterode
Rotterode är en ortsteil i staden Steinbach-Hallenberg i Landkreis Schmalkalden-Meiningen i förbundslandet Thüringen i Tyskland. Rotterode var en kommun fram till 1 januari 2019 när den uppgick i Steinbach-Hallenberg. Kommunen Rotterode hade 702 invånare 2018.